# Sergio Tu
Sergio Tu, de son vrai nom Chih Hao Sergio Tu, né le 24 février 1997 à Taipei, est un coureur cycliste taïwanais roulant pour l'équipe Bahrain Victorious.

## Biographie
Il commence sa carrière cycliste chez les U23 en 2016 avec l'équipe danoise Giant Scatto (sponsorisée par le constructeur de cadres taïwanais Giant). En 2018, il rejoint Development Team Sunweb, l'équipe de développement de Team Sunweb. En 2019, il rejoint l'équipe CCC Development, réserve de la formation WorldTour du même nom. En 2020, il rejoint l'équipe Kern Pharma, alors en Continental. En 2023, il signe dans la formation World Tour de la Bahrain Victorious, après avoir passé la saison 2022 au sein de la réserve Continental, l'équipe Cycling Team Friuli ASD. Il fait ses débuts sur le circuit World Tour cette saison, sur la Course Eschborn - Francfort, où il passera 107km en échappée.

## Palmarès
- 2016
  -  Champion de Taïwan du contre-la-montre
- 2019
  -  Médaillé d'argent du championnat d'Asie du contre-la-montre espoirs
- 2020
  -  Champion de Taïwan du contre-la-montre
- 2021
  -  Champion de Taïwan du contre-la-montre
- 2022
  -  Champion de Taïwan du contre-la-montre
- 2023
  -  Champion de Taïwan du contre-la-montre
  -  Médaillé d'argent du championnat d'Asie du contre-la-montre

## Classements mondiaux
| Année                                 | 2017  | 2018 | 2019  | 2020 | 2021 | 2022  | 2023 | 2024  |
| ------------------------------------- | ----- | ---- | ----- | ---- | ---- | ----- | ---- | ----- |
| Classement mondial                    | 2388e | nc   | 1519e | nc   | nc   | 2288e | 808e | 1461e |
| UCI Asia Tour                         | 490e  | nc   | 120e  | nc   | nc   | 250e  | 51e  | 36e   |
|                                       |       |      |       |      |      |       |      |       |
| Légende : nc = non classéSource : UCI |       |      |       |      |      |       |      |       |